# Ars antiqua
Ars antiqua (лат. стара техніка [композиції], стара традиція [музики]), арс анти́ква — період в історії західноєвропейської (переважно французької) музики XII—початку XIV століть. Термін «арс антиква» застосовують тільки стосовно багатоголосої музики цього часу: органуму, кондукту та інших жанрів школи Нотр-Дам, мотетів. До музики арс також відносять техніку гокету, що виявлялася в клаузулах органумів і в мотетах. Рідше до арсу включають також світське багатоголосся XIII століття (наприклад, багатоголосні шансон Адама де ла Аля та інших труверів). Музику та музичну теорію арс зазвичай протиставляють музиці та музичній теорії арс нова, (новій) французькій та італійській техніці композиції XIV століття.

## Загальні відомості
Термін (ars antiqua, ars vetus, cantus antiquus) з'явився в перших десятиліттях XIV століття в працях французьких теоретиків (Якоба Льєзького, Філіпа де Вітрі, Івана де Муріса, анонімних авторів), що протиставляли музику в «новій» техніці (див. Ars nova) музиці, написаній у «старій» техніці. Конотації «нового» й «старого», перш за все, зачіпали метр і ритм багатоголосої музики (і відповідно нотацію, що застосовувалася для письмової фіксації ритму). З цієї «метроритмічної» посилки виводилися далі опозиції «старих» і «нових» музичних жанрів і — на рівні етичного узагальнення — сувора «стриманість» (modestas) старовинної музики протиставлялася зухвалій «розбещеності» (lascivia) музики нової.

## Коротка характеристика
Автори музики цього періоду переважно анонімні: представники паризької школи Нотр-Дам (на ім'я відомі лише Леонін і Перотін), шкіл Сен-Марсьяля, Сантьяго-де-Компостели, Вінчестера, автори мотетів (на ім'я відомі П'єр де ла Круа і Адам де ла Аль). Найвизначніші теоретики музики періоду: в XIII столітті Іван де Гарландія, Франко Кельнський, на початку XIV століття — Якоб Льєзький, численні безіменні вчені (особливо так званий Анонім IV, який залишив цінні свідчення про школу Нотр-Дам). Найбільші зібрання музики арс антиква: «Magnus liber organi» (збірка, що включає одноголосі і багатоголосі твори школи Нотр-Дам), Кодекс Монпельє (336 багатоголосних п'єс, переважно мотетів) «Кодекс Бамберг» (мотети). Останнім документом арс антикви і одночасно одним з перших джерел арс нова вважається кодекс, відомий як «Роман про Фовеля» (його музичну частину скомпоновано 1316 року). Більшість творів у цих знаменитих кодексах анонімна.
Музика арс антиква переважно тридольна, її метрична основа — tempus perfectum (буква. досконалий час). Тип ритмічної нотації модальний, пізніше мензуральний. Якоб Льєзький протиставляє композиційно-технічні зухвалості нової музики, зокрема, все більший розвиток дводольної метрики (на основі tempus imperfectum, букв. недосконалий час) «досконалості» творів попередньої епохи.

## Примітка
1. ↑  Лебедев С. Н. Арс антиква // Велика російська енциклопедія. Т.2. М., 2005, с.273.
2. ↑  Ars nova — ars antiqua // Lexicon musicum Latinum, ed. Michael Bernhard. München, 1995, col.125-126.
3. ↑  Низка дослідників від 1980-х років (Е. Сандерс, К. Пейдж[ru], М. Еверіст) просувають ідею дводольного метру відносно підтекстованих розділів багатоголосних кондуктів.